# Lukas Hoffmann (Kanute)
Lukas Hoffmann (* 1984) ist ein ehemaliger deutscher Kanute.

## Werdegang
Hoffmann, der für den WSC Bayer Dormagen startete, gewann bei den Deutschen Schülermeisterschaften 1997 den Titel im Zweier-Canadier mit Tim Welsink sowie den Mannschaftstitel. Zudem wurde er 19. im Einer-Kajak. Im folgenden Jahr startete er erneut bei den Schülermeisterschaften und wiederholte die Siege im Zweier-Canadier und mit der Mannschaft. Statt im Einer-Kajak startete er diesmal jedoch als drittes Rennen im Einer-Canadier, wo er sich Silber sicherte. Bis 2000 startete er in der Folge bei den Deutschen Jugend-Meisterschaften und gewann dabei nach zwei Bronzemedaillen 1999 im Jahr 2000 seinen ersten und einzigen Titel in dieser Altersklasse. 2002 gewann er die Deutsche Junioren-Meisterschaft im Einer-Canadier. Daraufhin startete er im selben Jahr auch erstmals bei den Erwachsenen und wurde bei den Deutschen Meisterschaften auf Anhieb Fünfter. Bei den Junioren-Weltmeisterschaften 2002 gewann er Bronze im Einer und Silber mit der Mannschaft. Ein Jahr später gewann Hoffmann bei den Deutschen Meisterschaften Silber im Einer und Bronze mit der Mannschaft. Seine erste Saison im Kanuslalom-Weltcup beendete er 2003 als 58. der Gesamtwertung. 2004 gewann er mit der Mannschaft den Titel im Einer-Canadier bei den U23-Europameisterschaften. Im Einzelwettbewerb sicherte er sich Silber. Den Einzelerfolg konnte er in den Folgejahren nicht wiederholen. Lediglich mit der Mannschaft reichte es zu Bronze 2006 und Silber 2007. Im Weltcup erreichte er 2007 den 33. Platz der Gesamtwertung, bevor er bei den Kanuslalom-Weltmeisterschaften 2007 in Foz do Iguaçu mit der Mannschaft Silber gewinnen konnte. Im Einzelwettbewerb beendete er den Wettbewerb auf dem 21. Platz. Im folgenden Jahr gewann er mit dem Einer-Canadier-Team die Bronzemedaille bei den Kanuslalom-Europameisterschaften 2008 in Krakau. Wenig später beendete er seine erfolgreichste Weltcup-Saison als 25. der Gesamtwertung. Bei den Weltmeisterschaften 2009 blieb er im Einzel- wie auch im Mannschaftswettbewerb ohne Medaille. Nach der Weltcup-Saison 2010, bei der er nur Rang 65 der Gesamtwertung erreichte, beendete er seine aktive Karriere.